# James Lane Allen
James Lane Allen   (Lexington, 21 de desembre de 1849 - Nova York, 18 de febrer de 1925) fou un novel·lista estatunidenc i escriptor d'històries curtes el treball del qual, inclou la novel·la A Kentucky Cardinal que descriu la cultura i dialectes del seu Kentucky natal. El seu treball és característic del final del segle xix, sent de color local, quan els escriptors van buscar capturar la llengua vernacle en la seva ficció. L'Escola de James Lane Allen, una escola elemental fora d'Alexandria en direcció a Lexington, Kentucky, és anomenada en el seu honor.

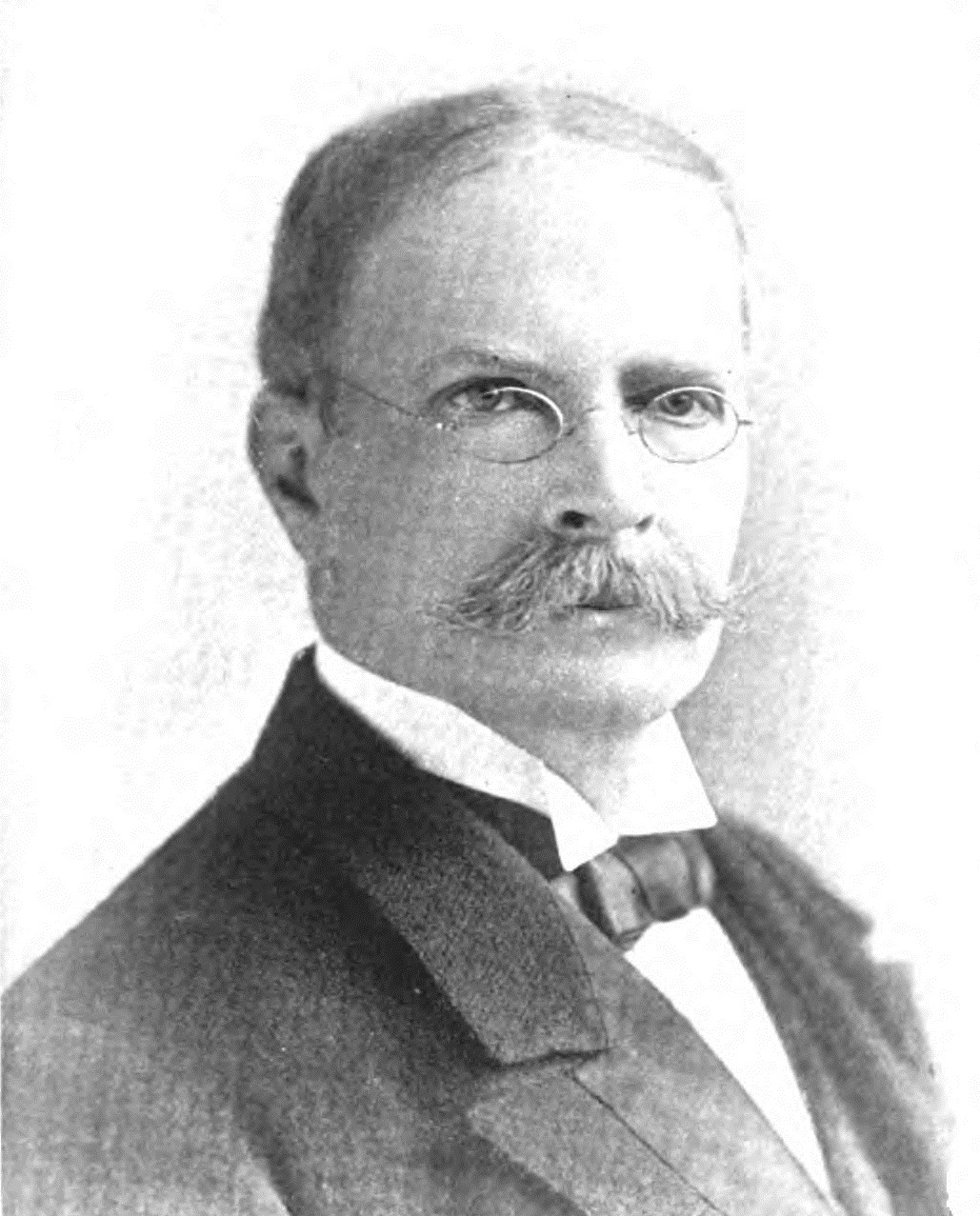

Allen va néixer prop de Lexington, Kentucky, i la seva joventut allà abans de la guerra, durant la Guerra Civil dels Estats Units, i períodes de reconstrucció van influir fortament en la seva escriptura. Es va graduar a la Transylvania University el 1872, repartint l'adreça Salutatoria en llatí. El 1893 Allen va traslladar-se a la ciutat de Nova York, on va viure fins a la seva mort. Fou un col·laborador de Harper Magazine, The Atlàntic Monthly, i altres revistes populars del temps. Les seves novel·les inclouen The Choir Invisible, el qual fou molt popular el 1897.
Allen fou enterrat al cementiri de Lexington. A la vora nord del Gratz Park a Lexington hi ha la "Font de Joventut", que fou construïda en memòria d'Allen en agraïment de la ciutat.

## Obres
Treballs publicats per Allen:
- Flute and Violin (1891, compilació d'històries ja publicades abans)
- The Blue-Grass Region of Kentucky (1892, segona compilació)
- John Gray (1893)
- A Kentucky Cardinal (1894)
- Aftermath (1895) (seqüela de A Kentucky Cardinal)
- Summer in Arcady (1896)
- The Choir Invisible (1897)
- Two Gentlemen of Kentucky (1899)
- The Increasing Purpose (1900)
- The Reign of Law (1900)
- The Mettle of the Pasture (1903)
- The Bride of the Mistletoe (1909)
- The Doctor's Christmas Eve (1910)
- The Heroine in Bronze (1912)
- The Last Christmas Tree (1914)
- The Sword of Youth (1915)
- A Cathedral Singer (1916)
- The Kentucky Warbler (1918)
- The Emblems of Fidelity (1919)
- The Alabaster Box (1923)
- The Landmark (1925)